# دوري الدرجة الأولى الروماني 1925–26
دوري الدرجة الأولى الروماني 1925–26 (بالرومانية: Divizia A 1925-1926)‏ هو الموسم 14 من  دوري الدرجة الأولى الروماني. أقيم خلال الفترة 20 يونيو 1926 وحتى 1 أغسطس 1926، وأشرف على تنظيمه اتحاد رومانيا لكرة القدم، وكان عدد الأندية المشاركة فيه  10، وفاز فيه نادي تشينزول تيميشوارا.